# Rhizohypnum stigmopyxis
Rhizohypnum stigmopyxis là một loài Rêu trong họ Hypnaceae. Loài này được (Müll. Hal.) Herzog miêu tả khoa học đầu tiên năm 1916.